# عیسی خان لغمانی
عیسی‌خان لغمانی، سرباز ارتش ملی افغانستان است که به تاریخ اول سرطان/تیر ۱۳۹۴ در پی حمله ۶ مهاجم انتحاری به ساختمان پارلمان افغانستان، به تنهایی همه آنان را از پای درآورد و به سرعت به چهره محبوب به ویژه در شبکه‌های اجتماعی در میان مردم افغانستان تبدیل شد. محمد اشرف غنی، رئیس‌جمهور افغانستان او را فرزند شجاع افغانستان خواند و به او یک آپارتمان هدیه داد و چند عضو مجلس نمایندگان افغانستان یک تا سه ماه از حقوق خود را به او دادند.
شماری از کٌنش‌گران جامعه مدنی افغانستان، تصاویری از او را در خیابان‌های کابل نصب کردند و او را «قهرمان» خطاب کردند.

## چگونگی حادثه
ساعت ۱۰:۳۰ روز دوشنبه اول سرطان، زمانی‌که قرار بود تا دقایقی دیگر نامزد وزیر وزارت دفاع افغانستان از سوی سرور دانش معاون دوم ریاست جمهوری افغانستان به مجلس نمایندگان معرفی شود، انفجار مهیبی ساختمان پارلمان افغانستان را لرزاند.
چندین تلویزیون در افغانستان در زمان وقوع این حادثه، در حال پخش زنده از سالن عمومی مجلس نمایندگان بودند.
مهاجمان انتحاری که تعدادشان شش تن بود، سپس به سمت ساختمان پارلمان به آتش‌باری پرداختند، اما نیروهای امنیتی، اعضای مجلس سنا و مجلس نمایندگان را از درب عقبی ساختمان از محل حادثه خارج کردند.
این حمله از سوی سازمان ملل متحد، پاکستان و هند محکوم شد.

## کشته شدن ۶ مهاجم
آن‌گونه که تصاویر منتشر شده تلویزیونی نشان می‌دهد، یک سرباز ارتش افغانستان به اسم عیسی‌خان لغمانی که مسولیت پاسبانی یکی از دروازه‌های ساختمان مجلس را بر عهده داشت به تنهایی بالای اجساد ۶ مهاجم انتحاری ایستاده‌است، تا این‌که سایر همکارانش به او می‌رسند.

عیسی‌خان لغمانی بلافاصله به زبان پشتو فریاد می‌زند که: 
نوکران پاکستانی را کُشتم— عیسی‌خان لغمانی، تلویزیون یک افغانستان
.
آن‌گونه که توضیح داده شده‌است، عیسی‌خان در داخل صحن پارلمان افغانستان، نزدیک درب ورودی ویژه (VIP) در حال پاسبانی است که ناگهان انفجار انتحاری به رخ می‌دهد، پس از آن عیسی‌خان به گفته خودش پشت یکی از موانع حفاظتی سمنتی (سیمانی) در کمین افراد انتحاری می‌نشیند. زمانی‌که حمله‌کنندگان یکی پی دیگری برای وارد شدن به مجلس از درب ورودی ویژه وارد صحن پارلمان می‌شوند، عیسی‌خان بر هر کدام‌شان شلیک کرده و تمامی آنان را از پای درمی‌آورد.

## مصاحبه با رسانه‌ها
عیسی‌خان لغمانی چند دقیقه بعد در محاصره چند دوربین تلویزیونی قرار می‌گیرد و چگونگی مقابله با حمله کنندگان انتحاری را اینگونه توضیح می‌دهد.
ساعت ۱۰ بود که انفجار شد، وضعیت دگرگونه شد و در همین لحظه یک میل تفنگ به دست من افتاد، حمله کننده‌ها موانع سمنتی (سیمانی) را جابجا کرده بودند. من دیدم که انتحاری‌ها یک‌یک‌دانه داخل می‌شوند، با اجازه شما کمین گرفتم و شش نفرشان را یکی پشت دیگری کشتم، تا زنده باشم به افغانستان خدمت می‌کنم و خواهد کردم، حمله کننده‌ها آنقدر سلاح داشتند که فکر کنم برای دو - سه روز جنگ کردن با ما برنامه داشتند.— عیسی‌خان لغمانی، تلویزیون یک افغانستان
.

## واکنش‌های دولت و مردم و مجلس
پخش تصاویر تلویزیونی و سپس گفتگوی رسانه‌ها با عیسی‌خان او را بلافاصله به یک چهره محبوب در شبکه‌های اجتماعی تبدیل کرد. بسیاری‌ها عکس‌های پروفایل خود را عکسی از عیسی‌خان انتخاب کردند و فیلم‌های مربوط منتشر دربارهٔ او به صدها نسخه دست به دست شد.
کُنش‌گران جامعه مدنی عکس‌هایی از او را در خیابان‌های کابل نصب کردند و عیسی‌خان را یک قهرمان خواندند.

### جایزه رئیس جمهور و رئیس اجراییه
محمد اشرف غنی رئیس‌جمهور افغانستان و داکتر عبدالله عبدالله رئیس اجراییه افغانستان فردای این رخ‌داد او را به ارگ ریاست جمهوری فراخواندند و به عیسی خاک کلید یک آپارتمان در کابل را هدیه دادند، آقای غنی، عیسی خان لغمانی را «فرزند شجاع افغانستان» خطاب کرد.
مجلس افغانستان، شجاعت عیسی خان را ستایش کرد و شماری از اعضای آن، حقوق یک تا سه‌ماهه خود را به عیسی خان وعده سپردند.

### واکنش مجلس
مجلس نمایندگان افغانستان که هدف اصلی حمله بود نیز از «شجاعت» این سرباز افغان قدردانی کرد. در جلسه فوق‌العاده مجلس نمایندگان، رئیس مجلس و دیگر نمایندگان از عیسی خان به عنوان سربازی شجاع یاد کردند و خواستار کمک نقدی به او شدند.
در این حمله به اعضای مجلس نمایندگان آسیبی نرسید. برخی از نمایندگان گفته‌اند که حقوق یک‌ماهه خود را به عیسی خان و دیگر محافظان پارلمان در حمله روز گذشته، خواهند داد.
−

## اشعار در مورد شهامت عیسی خان
عیسی خان در اولین دقیقه مصاحبه خود با رسانه‌ها گفت شش دشمن را کشتم. سؤال نمودند چگونه؟ گفت: به اجازه‌تان کمین گرفتم دشمن دانه‌دانه آمد برادر نشانه بیگی تق چپه کو، نشانه بیگی تق چپه کو همین‌طور بیادر جان شش تایشه چپه کردم. پس از ساعت همه نام عیسی خان را «تق چپه کو» گذاشتند.
| به اجازه کمین بیگی کرس مزه کو      |  | بس برادر نشان بیگی تق چپه کو       |
| طالب داعش تاب نیاورد زمردانگی ات   |  | انتحاری گریخت زحرکت شتاب زدگی ات   |
| کرمچ سفید قد کوتا بروطن صد صدقه کو |  | بس بیادر نشان بیگی تق چپه کو       |
| سرباز بیدار بودی در دروازه پارلمان |  | با فیر تفنگت ساختی جان صدهادرامان  |
| پای دشمن را ز فیر تفنگت لق لقه کو  |  | بزن نصواری متک پای پاک کپه کو      |
| دشمن وطنت رابکش سخت خفه کو         |  | بس بیادر نشان بیگی تق چپه کو       |
| چهره سوخته لباس پلنگی کلاً یک بغله  |  | زدی شش تا نوکر خارج را یکسره       |
| ندیدم درین کشور مانند تو مرد میدان |  | لاف و پوف زدن که فلانی است قومندان |
| موتر خانه پول نصیب تو شد صحه کو    |  | بس بیادر نشان بیگی تق چپه کو       |
| آفرین نشان دادی زخود شهامت مردانگی |  | جای دادی در قلبها زخود به سادگی    |
| عبداله اشرف غنی بوسه زد برسررویت   |  | ماچ باران شدی نماند جای به سرمویت  |
| هوش کده باش دشمنه پاک یکسره کو     |  | بس بیادر نشان بیگی تق چپه کو       |

## پی‌نوشت‌ها
1. 1 2  رئیس‌جمهور غنی از قهرمانی بریدمل عیسی خان ستایش نمود! بایگانی‌شده  در ۲۳ ژوئن ۲۰۱۵ توسط Wayback Machine، سایت ریاست جمهوری افغانستان
2. 1 2  حمله مهاجمان انتحاری به پارلمان افغانستان!، بی‌بی‌سی فارسی
3. 1 2  ویدئویی که منجر به محبوبیت عیسی خان شد!، تلویزیون یک افغانستان
4. ↑  ویدیوی مصاحبه عیسی خان با رسانه ها!، شبکه‌های اجتماعی